# Chebika
Cet article concerne le village du gouvernorat de Tozeur (Tunisie). Pour la ville du gouvernorat de Kairouan, voir Chebika (Kairouan).
Chebika (arabe : الشبيكة) est une oasis de montagne située au sud de la Tunisie, dans la délégation de Tameghza, dans la partie l'ouest du gouvernorat de Tozeur. Le nom Chebika en arabe tunisien signifie « petit filet » car l'eau en ruisselant dans les cascades de l'oasis forme des filets et maillages liquides.

## Géographie
L'oasis proprement dite couvre 25 hectares appartenant à 116 exploitants et constitue, avec Tamerza et Midès, la plus petite des trois principales oasis de montagne du Sud-Ouest du pays, situées à la frontière tuniso-algérienne. Chebika est localisée dans une vallée encaissée, creusée dans le calcaire du Crétacé supérieur par l'écoulement des eaux d'une source naturelle de bonne qualité pour l'irrigation. Le site, écrit Jean Duvignaud qui a consacré un ouvrage spécialement à Chebika, « est placé dans le croisement de deux avancées de la montagne qui s'ouvre ici vers le désert ».
Cette vallée est envahie épisodiquement par les eaux de ruissellement d'un large bassin versant montagneux dénudé et creusé par l'érosion. Cette géographie est favorable à la formation de torrents soudains des eaux pluviales et à leur concentration rapide au niveau du point d'émergence de la source, en amont de l'oasis. En 1969, à la suite d'inondations meurtrières qui ont fait plus de 400 morts en Tunisie,, l'actuel village de Chebika est construit à proximité du village abandonné. La trame urbaine du village actuel se résume à un échiquier dont les lignes sont formées par des rues se croisant au niveau de la place du marché.

## Histoire
Les vestiges préhistoriques sont nombreux dans la région, mais la localité de Chebika prend une importance particulière à l'époque romaine quand elle devient un maillon important de la frontière : le limes saharien relie Tébessa à Gafsa, à la fois frontière surveillant les mouvements des tribus et point de passage et de collecte des taxes. De nombreuses bornes militaires et un fossatum (fossé défensif) romain se trouvent autour de l'oasis proprement dite, ainsi que des citernes et ouvrages de la même époque et diverses traces de voies antiques et de cultures menant à des fortins alentour comme vers Ain el Khanga et Seguia el Roumi (« Citerne d'irrigation du chrétien »).
Chebika peut être identifiée sans trop de doutes au poste avancé antique d'Ad Speculum (littéralement « [lieu] du miroir » en latin) : les garnisons utilisaient un miroir pour communiquer avec les autres postes et signaler d'éventuelles incursions ennemies. Le site de Chebika formait un relais optique, qui aurait disposé d'un miroir en métal installé au lieu dit Qasr al chams (« Fortin du soleil »). La localité a obtenu le titre de civitas au sein de la province romaine d'Afrique, qu'elle porte de 30 av. J.-C. à 640.

## Économie
Le système agricole traditionnel est constitué de trois étages, avec des palmiers (surtout ceux produisant des dattes de la variété deglet nour) marqués par une haute densité (500-600 arbres par hectare), une grande diversité d'espèces d'arbres et arbustes au deuxième niveau et des cultures vivrières de céréales, maraîchères et de fourrage à l'étage inférieur. Le système intègre aussi un élevage familial d'ovins et de caprins, produisant le fumier nécessaire à maintenir la fertilité du sol, ainsi que l'élevages de chameaux sur des zones de parcours entre la palmeraie et le désert.
L'eau d'irrigation de l'oasis est la propriété collective des agriculteurs qui captent la source et la distribuent gratuitement selon des modalités séculaires négociées donnant un droit à une certaine quantité d'eau, autrefois déterminées à l'aide d'une clepsydre. La maintenance des canaux et ouvrages hydrauliques pour une distribution essentiellement par gravité, autrefois une responsabilité collective des agriculteurs, est revue en 2000 pour minimiser les pertes d'eau dans les canaux et désormais gérée par le Commissariat régional de développement agricole de Tozeur. La révision des calendriers d'irrigation pour les conformer à la réalité des parcelles est un sujet difficile mais nécessaire pour assurer un futur à l'oasis.
Dans ce contexte, la population de Chebika est socialement et économiquement défavorisée et profite peu d'un tourisme de passage qui consomme peu de produits dérivés de l'oasis. Le taux de chômage est élevé, surtout chez les jeunes, ce qui provoque un exode rural hors de l'oasis voire l'émigration à l'étranger. Cette émigration ou la recherche d'une activité rémunérée hors de l'agriculture conduit à la dégradation de l'infrastructure de l'oasis et à l'accentuation de l'absentéisme voire à l'abandon de certaines parcelles. La palmeraie est vieillissante et les palmiers de trop grande hauteur devraient être renouvelés. On constate aussi une perte de savoir-faire dans le domaine agricole et de l'élevage et dans le savoir-faire artisanal de valorisation des produits de l'oasis et de la steppe environnante (sous-produit du palmier, tissage de la laine, etc.).

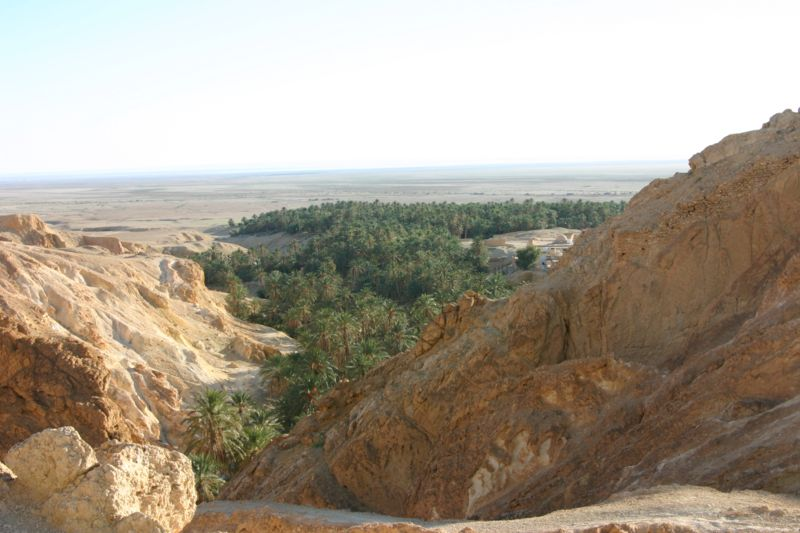
Vue plongeante sur l'oasis.
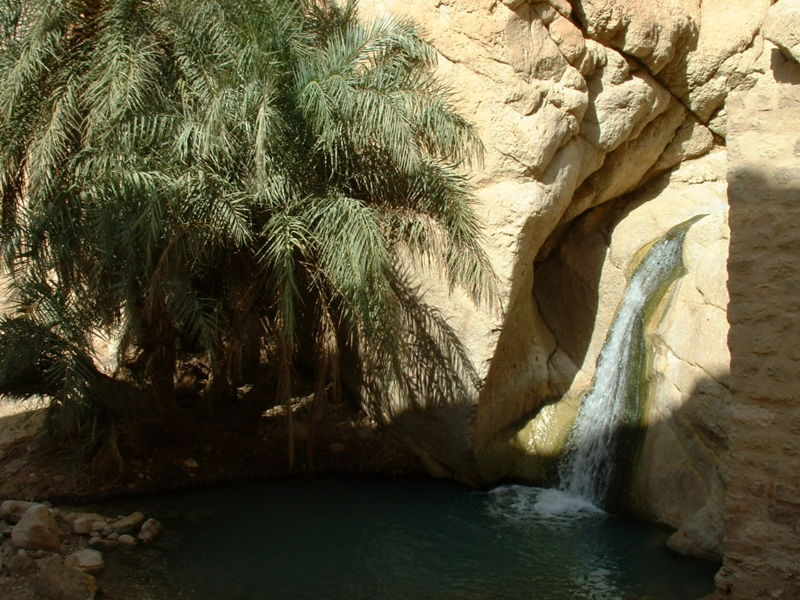
Chute d'eau.
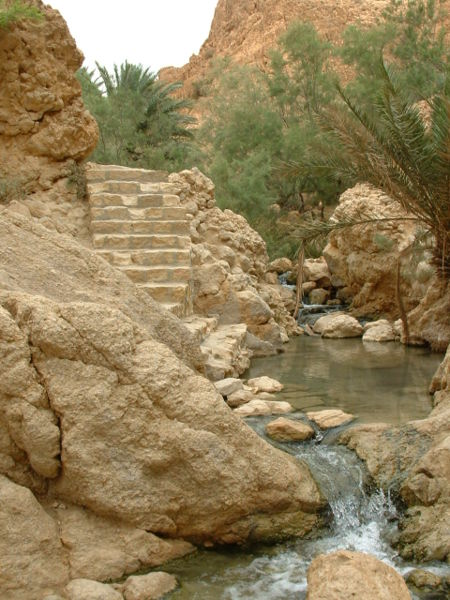
Oued s'écoulant vers le village.
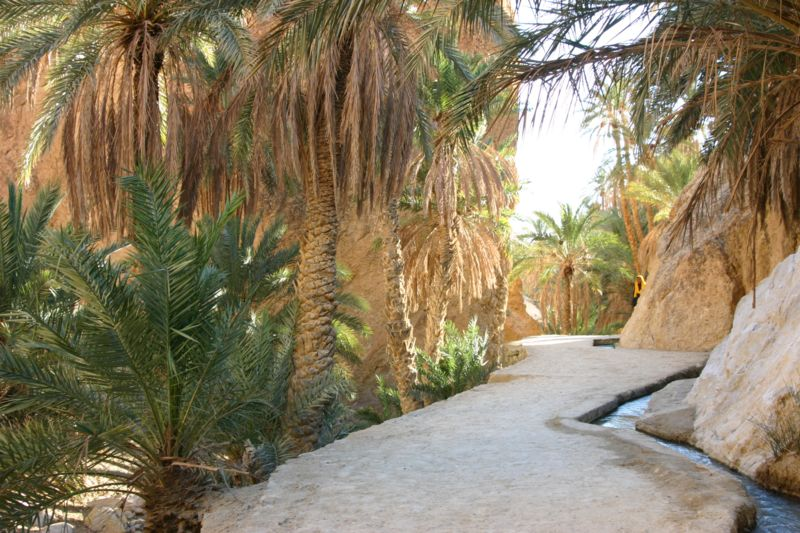
Oued canalisé vers le village.

## Culture
Le village a servi de décor au film Le Patient anglais.

## Marabout de Sidi Soltane Ben Slimi
La légende raconte qu'à son retour de La Mecque, le marabout, pressentant sa mort prochaine, demande qu'on le mette sur sa chamelle, qu'on laisse la bête aller où bon lui semblait et qu'on l'enterrerait là où elle s'arrêterait. Elle se serait arrêtée à Chebika et, à l'endroit où elle s'accroupit, l'eau jaillit par une source d'Aïn el Naga. Traditionnellement, les femmes demandent sur la tombe du marabout qu'il intercède pour guérir, faire naitre un garçon, aider à l'accouchement, pour qu'un mari désintéressé aime à nouveau sa femme ou pour faire revenir le mari ou le fils après une période d'absence. En général, la légende attribue au marabout le pouvoir de protéger les hommes et les troupeaux contre les mauvais esprits qui hantent les chotts et qui remontent régulièrement vers la montagne de Chebika.
Le festival de la Zarda continue à être respecté de nos jours sous la forme de la fête annuelle de Sidi Soltane. Autrefois célébrée un vendredi d'été (désormais en automne), elle commence par des sacrifices d'animaux, suivis de la prière des hommes à la mosquée et du partage des repas en extérieur. Cette manifestation voit participer la population de Chebika, de Tamerza, d'El Hamma du Jérid ou des tribus voisines (Ouled Sidi Abid). Certaines pratiques sont moins respectées, mais elles tendent à se séculariser en se transformant en activités socioculturelles de défense de la culture oasienne et de génération de recettes grâce à la participation du tourisme international et interne à la Tunisie.